# Crepuscul

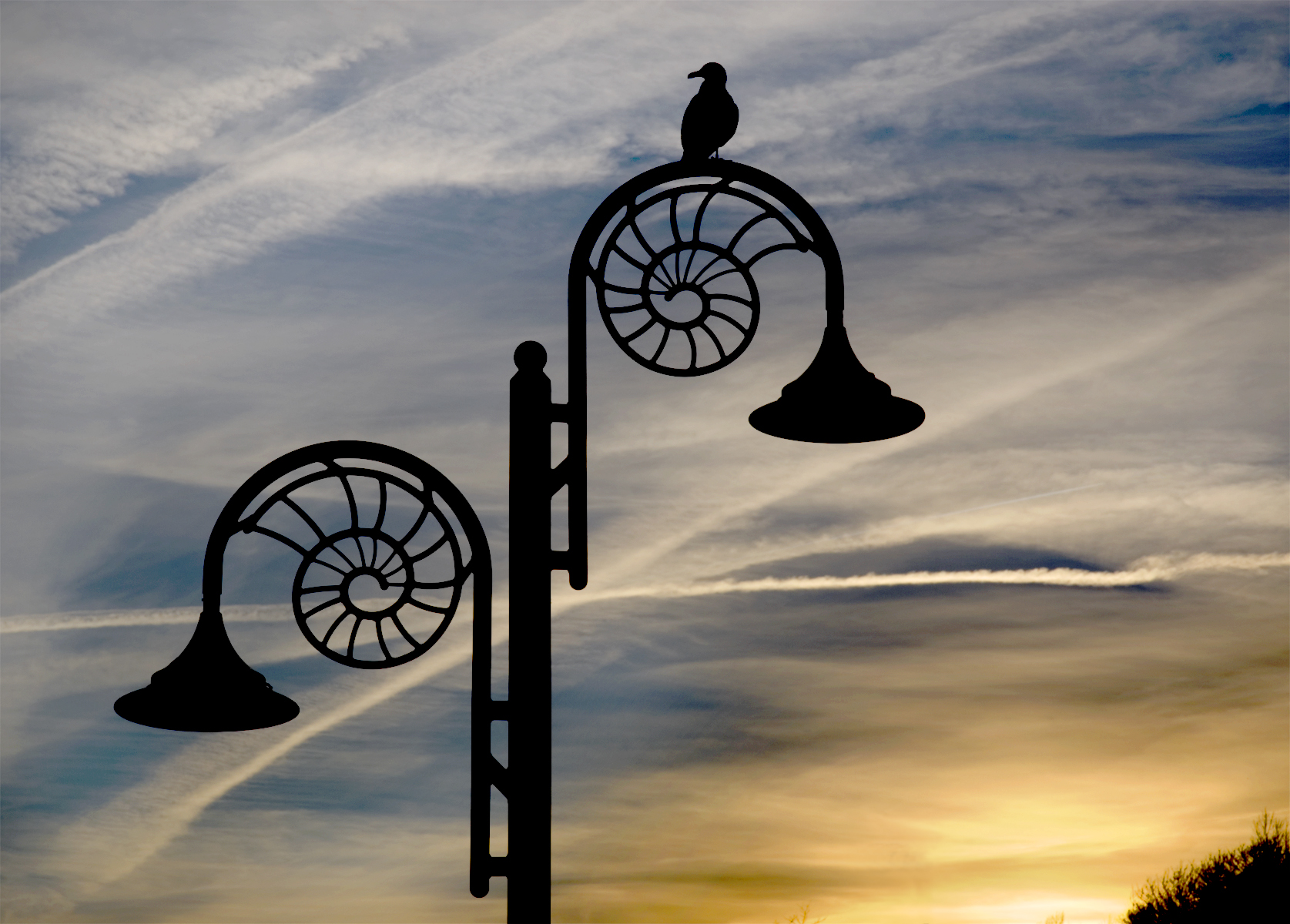
Crepuscul de seară în Lyme Regis, Regatul Unit

Crepusculul reprezintă fenomenul de creștere rapidă a luminii, dimineața, înainte de răsăritul Soarelui (auroră sau zori) și de scădere treptată a luminii, seara, după apusul Soarelui (amurg). Acest fenomen se datorează difuziei luminii de către atmosfera terestră înaltă, fiind luminate difuz păturile joase ale atmosferei și suprafața terestră.
Prin convenție s-au stabilit trei tipuri de crepuscul.

## Crepuscul civil

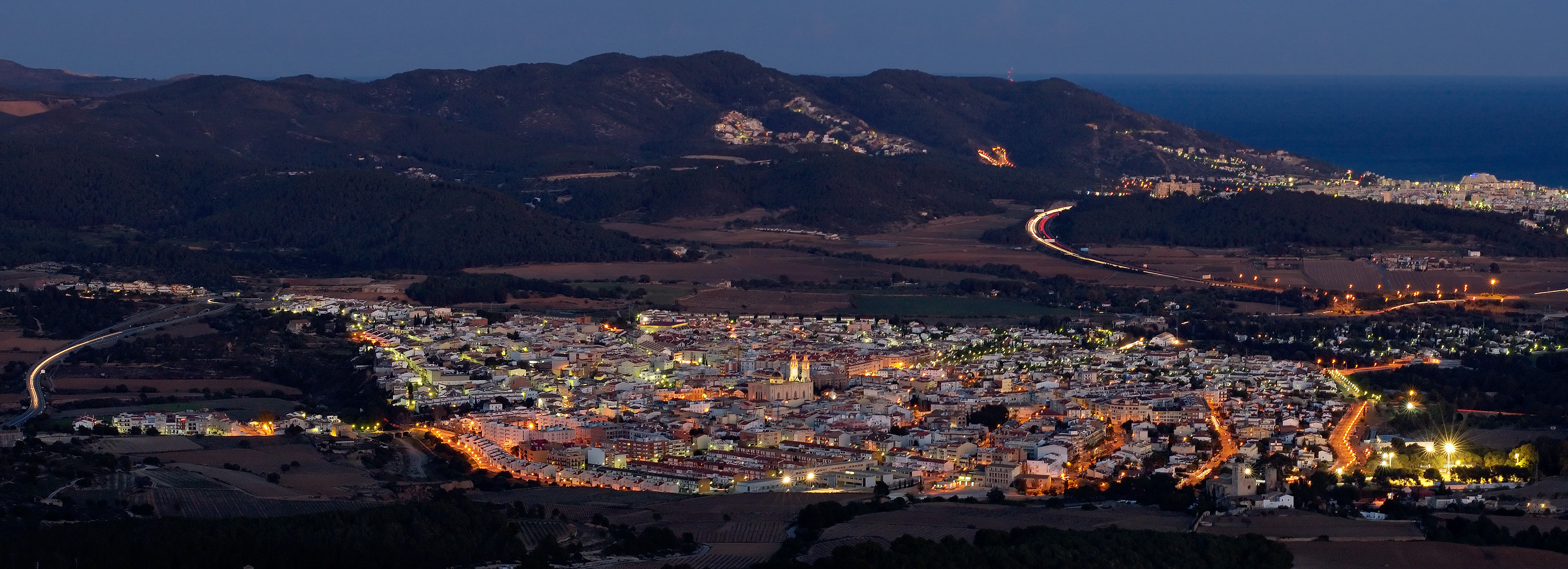
În timpul crepusculului civil, orizontul este clar, iar obiectele terestre sunt perceptibile fără ajutorul luminii artificiale

Crepusculul civil începe seara după apusul Soarelui și durează până când centrul discului solar coboară 6º sub orizont, în acest moment pe cer devenind vizibile cu ochiul liber primele stele.

## Crepuscul nautic
Crepusculul nautic începe seara după apusul Soarelui și durează până când centrul discului solar coboară 6-12º sub orizont. În acest moment devin vizibile prin sextant stele de magnitudinea 2, de exemplu Steaua Polară.

## Crepuscul astronomic
Crepusculul astronomic începe seara după apusul Soarelui și durează până când centrul discului solar coboară 18º sub orizont. Acest moment reprezintă începutul nopții, când cele mai slabe stele de pe cer, de magnitudine 6, devin vizibile cu ochiul liber. Între crepusculul astronomic de seară și cel de dimineață se întinde noaptea astronomică.
Dimineața fenomenele se produc exact invers: crepusculul apare în momentul în care încep să dispară stelele și ia sfârșit în momentul când răsare Soarele. Astfel, apare întâi crepusculul astronomic, apoi cel nautic, apoi cel civil.

## Crepuscul Întunecat (Noaptea) (Astronomical darkness)
Crepusculul Întunecat (Noaptea) începe după Crepusculul Astronomic. Noaptea se termină la începutul crepusculului astronomic, înainte de răsărit.